# Supreme (Robbie Williams)
Supreme is een single uit 2000 van de Britse zanger Robbie Williams. Het is het vierde nummer van het album Sing When You're Winning.

## Tracklist
1. Supreme 4:15
2. Don't Do Love 4:56
3. Come Take Me Over 4:13

## Hitnoteringen
| "Supreme" in de Nederlandse Top 40 -- binnen: 06-01-2001 | "Supreme" in de Nederlandse Top 40 -- binnen: 06-01-2001 | "Supreme" in de Nederlandse Top 40 -- binnen: 06-01-2001 | "Supreme" in de Nederlandse Top 40 -- binnen: 06-01-2001 | "Supreme" in de Nederlandse Top 40 -- binnen: 06-01-2001 | "Supreme" in de Nederlandse Top 40 -- binnen: 06-01-2001 | "Supreme" in de Nederlandse Top 40 -- binnen: 06-01-2001 | "Supreme" in de Nederlandse Top 40 -- binnen: 06-01-2001 | "Supreme" in de Nederlandse Top 40 -- binnen: 06-01-2001 | "Supreme" in de Nederlandse Top 40 -- binnen: 06-01-2001 | "Supreme" in de Nederlandse Top 40 -- binnen: 06-01-2001 | "Supreme" in de Nederlandse Top 40 -- binnen: 06-01-2001 | "Supreme" in de Nederlandse Top 40 -- binnen: 06-01-2001 |
| Week                                                     | 1                                                        | 2                                                        | 3                                                        | 4                                                        | 5                                                        | 6                                                        | 7                                                        | 8                                                        | 9                                                        | 10                                                       | 11                                                       |                                                          |
| -------------------------------------------------------- | -------------------------------------------------------- | -------------------------------------------------------- | -------------------------------------------------------- | -------------------------------------------------------- | -------------------------------------------------------- | -------------------------------------------------------- | -------------------------------------------------------- | -------------------------------------------------------- | -------------------------------------------------------- | -------------------------------------------------------- | -------------------------------------------------------- | -------------------------------------------------------- |
| Nummer                                                   | 32                                                       | 17                                                       | 9                                                        | 8                                                        | 10                                                       | 10                                                       | 11                                                       | 13                                                       | 14                                                       | 18                                                       | 27                                                       | uit                                                      |

| "Supreme" in de Nederlandse Single Top 100 -- binnen: 06-01-2001 | "Supreme" in de Nederlandse Single Top 100 -- binnen: 06-01-2001 | "Supreme" in de Nederlandse Single Top 100 -- binnen: 06-01-2001 | "Supreme" in de Nederlandse Single Top 100 -- binnen: 06-01-2001 | "Supreme" in de Nederlandse Single Top 100 -- binnen: 06-01-2001 | "Supreme" in de Nederlandse Single Top 100 -- binnen: 06-01-2001 | "Supreme" in de Nederlandse Single Top 100 -- binnen: 06-01-2001 | "Supreme" in de Nederlandse Single Top 100 -- binnen: 06-01-2001 | "Supreme" in de Nederlandse Single Top 100 -- binnen: 06-01-2001 | "Supreme" in de Nederlandse Single Top 100 -- binnen: 06-01-2001 | "Supreme" in de Nederlandse Single Top 100 -- binnen: 06-01-2001 | "Supreme" in de Nederlandse Single Top 100 -- binnen: 06-01-2001 | "Supreme" in de Nederlandse Single Top 100 -- binnen: 06-01-2001 | "Supreme" in de Nederlandse Single Top 100 -- binnen: 06-01-2001 | "Supreme" in de Nederlandse Single Top 100 -- binnen: 06-01-2001 | "Supreme" in de Nederlandse Single Top 100 -- binnen: 06-01-2001 | "Supreme" in de Nederlandse Single Top 100 -- binnen: 06-01-2001 |
| Week                                                             | 1                                                                | 2                                                                | 3                                                                | 4                                                                | 5                                                                | 6                                                                | 7                                                                | 8                                                                | 9                                                                | 10                                                               | 11                                                               | 12                                                               | 13                                                               | 14                                                               | 15                                                               |                                                                  |
| ---------------------------------------------------------------- | ---------------------------------------------------------------- | ---------------------------------------------------------------- | ---------------------------------------------------------------- | ---------------------------------------------------------------- | ---------------------------------------------------------------- | ---------------------------------------------------------------- | ---------------------------------------------------------------- | ---------------------------------------------------------------- | ---------------------------------------------------------------- | ---------------------------------------------------------------- | ---------------------------------------------------------------- | ---------------------------------------------------------------- | ---------------------------------------------------------------- | ---------------------------------------------------------------- | ---------------------------------------------------------------- | ---------------------------------------------------------------- |
| Nummer                                                           | 79                                                               | 39                                                               | 19                                                               | 16                                                               | 17                                                               | 20                                                               | 23                                                               | 28                                                               | 30                                                               | 32                                                               | 37                                                               | 49                                                               | 64                                                               | 70                                                               | 77                                                               | uit                                                              |

### NPO Radio 2 Top 2000
| Nummer met noteringen in de NPO Radio 2 Top 2000 | '06  | '07  | '08  | '09  | '10-'12 | '13  |
| ------------------------------------------------ | ---- | ---- | ---- | ---- | ------- | ---- |
| Supreme                                          | 1251 | 1655 | 1938 | 1848 | -       | 1788 |

1. ↑  Een '-' betekent dat het nummer niet was genoteerd en een vetgedrukt getal geeft de hoogste notering aan.
2. ↑  2006 was het eerste jaar met een notering voor dit nummer.
3. ↑  Deze tabel is bijgewerkt tot en met de laatste editie (2024).